# Michel Padovani
Pour les articles homonymes, voir Padovani.
Michel Padovani est un footballeur français né le 21 janvier 1962 à Luri (Haute-Corse). 
Il était milieu de terrain dans les années 1980-1990 au Sporting Club de Bastia. 
Il poursuit actuellement une carrière technique, en tant qu'entraîneur au FC Capicorsu.

## Biographie
Michel Padovani issu d'une famille corse a un frère et une sœur, tous deux plus jeunes que « Michou ». Sa femme avec qui il s'est marié à Luri, le village où il a grandi , est la mère de leurs deux filles, âgées de 10 années d'écart, la plus grande travaille dans la mode  et la plus jeune vit à leurs côtés . Ils retournent régulièrement à Luri, rendre visite à leur famille et à leurs proches. 
Il participe à la remontée en 1re division du SC Bastia, lors de la saison 1993-1994.

## Carrière de joueur
- 1985-1989 :  SC Bastia
- 1989-1992 :  AS Saint-Seurin
- 1993-1994 :  SC Bastia [1]

## Carrière d'entraîneur
- 1994-1995 :  SC Bastia (entraîneur des jeunes)
- 1995-2002 :  SC Bastia (entraîneur des gardiens)
- 2004-2005 :  SC Bastia (adjoint)
- Avril-juin 2005 :  SC Bastia (intérim)
- 2005-2007 :  SC Bastia (entraîneur-adjoint)
- 2007-2009 :  SC Bastia (entraîneur des U18)
- Juin 2009-nov. 2009 :  SC Bastia (adjoint)
- Nov.-déc. 2009 :  SC Bastia (intérim)
- Nov. 2009-juin 2010 :  SC Bastia (adjoint)
- 2011-2012 :  AS Nebbiu  (DH Corse) (entraîneur)
- Juin 2012-déc 2015 :  Troyes (adjoint)
- Déc 2015- mai 2016:  Troyes (intérim)
- Juin 2016-mai 2019 :  Stade brestois (adjoint)
- Juin 2019-octobre 2022 :  AJ Auxerre (adjoint)
- Octobre 2022 :  AJ Auxerre (intérim)